# Jamarion Sharp
Jamarion Demontrez Sharp (Hopkinsville, Kentucky, 26 de agosto de 2001) es un baloncestista estadounidense que pertenece a la plantilla de los Texas Legends de la NBA G League. Con 2,26 metros de estatura, juega en las posición de pívot.

## Trayectoria deportiva

### Universidad
Jugó dos temporasas en el John A. Logan College, perteneciente a la NJCAA, donde en su segunda temporada promedió 7,7 puntos, 7,3 rebotes y 5,3 tapones por partido, siendo incluido en el mejor quinteto de la Great Rivers Athletic Conference.
Tras su etapa en el junior college, se comprometió a jugar con los Hilltoppers de la Universidad de Kentucky Occidental, donde permaneció dos temporadas, en las que promedió 7,8 puntos, 7,6 rebotes y 4,4 tapones por partido, liderando en ambas la clasificación del mejor taponador de la División I de la NCAA, y siendo elegido mejor defensor del año de la Conference USA.
El 27 de abril de 2023 se anunció que sería transferido a los Rebels de la Universidad de Misisipi para una última temporada universitaria. Saliendo desde el banquillo, acabó promediando 3,3 puntos, 4,1 rebotes y 2,1 tapones por partido.

#### Estadísticas
| Año     | Equipo           | PJ  | PT  | MPP  | %TC  | %3P  | %TL  | RPP | APP | ROB | TPP | PPP |
| ------- | ---------------- | --- | --- | ---- | ---- | ---- | ---- | --- | --- | --- | --- | --- |
| 2019–20 | John A. Logan    | 33  | 13  | –    | .641 | .000 | .380 | 5.0 | .2  | .3  | 3.7 | 5.5 |
| 2020–21 | John A. Logan    | 24  | 16  | –    | .559 | .500 | .582 | 7.3 | .7  | .2  | 5.8 | 7.7 |
| 2021–22 | Western Kentucky | 32  | 28  | 28.0 | .726 | .000 | .397 | 7.6 | .3  | .8  | 4.6 | 8.2 |
| 2022–23 | Western Kentucky | 32  | 32  | 28.5 | .628 | .000 | .500 | 7.7 | .2  | 1.0 | 4.1 | 7.4 |
| 2023–24 | Ole Miss         | 31  | 15  | 15.8 | .594 | .000 | .526 | 4.1 | .6  | .6  | 2.4 | 3.3 |
| Total   | Total            | 152 | 104 | 24.2 | .630 | .125 | .477 | 6.5 | .4  | .5  | 4.1 | 6.4 |

### Profesional
Tras no ser elegido en el draft de la NBA de 2024, disputó las ligas de verano de la NBA con los Dallas Mavericks, y el 3 de agosto firmó contrato con la franquicia. Sin embargo, fue despedido el 18 de octubre, y una semana después se unió a la plantilla de su filial en la G League, los Texas Legends. Jugó 29 partidos en la temporada 2024-25, promediando 6,4 puntos, 7,2 rebotes y 3,2 tapones por partido.